# 千葉熊治
千葉 熊治（ちば くまじ、1895年（明治28年）4月23日 - 1962年（昭和37年）12月28日）は、大日本帝国陸軍軍人。最終階級は陸軍中将。功四級

## 経歴
1895年（明治28年）に宮城県で生まれた。陸軍士官学校第29期、陸軍大学校第40期（優等）卒業。ドイツ駐在を経て、1937年（昭和12年）11月に陸軍省兵務局兵務課高級課員に就任した。1938年（昭和13年）7月に陸軍工兵大佐に進級、第21師団参謀長に就任し、日中戦争に出動。徐州に駐屯し、蘇北作戦などに参加した。1940年（昭和15年）3月9日に第12軍高級参謀を経て、9月30日に陸軍省整備局交通課長に就任した。
1941年（昭和16年）10月に陸軍少将に進級し、1942年（昭和17年）3月に第5特設鉄道司令官（第25軍）に就任した。1943年（昭和18年）1月18日に飛行場設定練習部附、11月25日に陸軍築城部本部附を経て、1944年（昭和19年）7月18日に陸軍築城部本部長に就任した。1945年（昭和20年）3月1日に陸軍中将に進級し、4月7日に機動打撃兵団である第72師団長に親補され、福島県郡山付近で終戦を迎えた。